# Indios de Mayagüez 2023 (pallavolo)
Questa voce raccoglie le informazioni riguardanti gli Indios de Mayagüez nelle competizioni ufficiali della stagione 2023.

## Stagione
Gli Indios de Mayagüez partecipano al loro ventesimo campionato di Liga de Voleibol Superior Masculino: ottengono un quinto posto in regular season, classificandosi ai play-off scudetto, dove però non riescono a superare il proprio girone dei quarti di finale, finendo al terzo posto alle spalle dei Cafeteros de Yauco e dei Mets de Guaynabo.

## Organigramma societario
Area direttiva
- Presidente: Karimar Brown

Area tecnica
- Primo allenatore: Juan Francisco León

## Rosa
| N° | Nome                | Ruolo | Data di nascita   | Nazionalità sportiva |
| -- | ------------------- | ----- | ----------------- | -------------------- |
| 1  | José Guilloty       | P     | 12 aprile 1977    | Porto Rico           |
| 3  | Abraham Tamayo      | C     | 10 luglio 2000    | Porto Rico           |
| 4  | Pablo Cruz          | O     | 29 maggio 2002    | Porto Rico           |
| 5  | Manuel Blondet      | C     | 22 settembre 1997 | Porto Rico           |
| 6  | Geraldo Rivera      | S     | 6 dicembre 1999   | Porto Rico           |
| 7  | Noah Meléndez       | L     | 9 gennaio 2000    | Porto Rico           |
| 8  | Jan Solivan         | O     | 25 febbraio 1998  | Porto Rico           |
| 9  | Christian Rodríguez | S     | 28 novembre ?     | Porto Rico           |
| 10 | Gabriel Colón       | O     | 2 maggio 2000     | Porto Rico           |
| 11 | Jonathan Andrews    | S     | 5 luglio 1990     | Porto Rico           |
| 12 | Luzgardo Liciaga    | P     | 16 dicembre 1999  | Porto Rico           |
| 13 | Johan León          | S     | 12 maggio 1999    | Porto Rico           |
| 15 | Isaías Báez         | -     | -                 | Porto Rico           |
| 15 | Jalen Penrose       | O     | 9 dicembre 1994   | Stati Uniti          |
| 20 | Rafael Cora         | C     | 2 luglio 2000     | Porto Rico           |
| 23 | Jesús Cruz          | L     | 3 luglio 1995     | Porto Rico           |

## Mercato
| Acquisti                               | Acquisti            | Acquisti                 | Acquisti   |
| R.                                     | Nome                | da                       | Modalità   |
| -------------------------------------- | ------------------- | ------------------------ | ---------- |
| S                                      | Jonathan Andrews    | Southern Exposure        | definitivo |
| ?                                      | Isaías Báez         | ?                        | definitivo |
| C                                      | Rafael Cora         | Católica                 | definitivo |
| L                                      | Jesús Cruz          | ?                        | definitivo |
| O                                      | Pablo Cruz          | -                        | definitivo |
| P                                      | José Guilloty       | Caribes de San Sebastián | definitivo |
| L                                      | Noah Meléndez       | Purdue Fort Wayne        | definitivo |
| S                                      | Geraldo Rivera      | Middelfart               | definitivo |
| S                                      | Christian Rodríguez | Goshen                   | definitivo |
| Trasferimenti nel corso della stagione |                     |                          |            |
| P                                      | Luzgardo Liciaga    | Caribes de San Sebastián | definitivo |
| C                                      | Manuel Blondet      | Gigantes de Adjuntas     | definitivo |
| O                                      | Jalen Penrose       | Las Vegas Ramblers       | definitivo |

| Cessioni                               | Cessioni           | Cessioni             | Cessioni   |
| R.                                     | Nome               | a                    | Modalità   |
| -------------------------------------- | ------------------ | -------------------- | ---------- |
| P                                      | Howard García      | -                    | svincolato |
| S                                      | Alexander Montalvo | -                    | ritirato   |
| O                                      | Fred Moreno        | -                    | ritirato   |
| P                                      | Yadiel Nadal       | Cafeteros de Yauco   | definitivo |
| L                                      | Daniel Ortiz       | -                    | ritirato   |
| L                                      | José Pacheco       | Puerto Rico Pythons  | definitivo |
| S                                      | Geraldo Rivera     | Middelfart           | definitivo |
| C                                      | Willy Varela       | Gigantes de Adjuntas | definitivo |
| Trasferimenti nel corso della stagione |                    |                      |            |
| ?                                      | Isaías Báez        | -                    | svincolato |

## Risultati

### LVSM

#### Regular season
| 1ª giornata - 16 agosto 2023 Palacio de Recreación y Deportes, Mayagüez     | Indios de Mayagüez       | 3 - 1 | Plataneros de Corozal    | 21-25, 25-16, 25-21, 25-21        |
| 2ª giornata - 19 agosto 2023 Coliseo Gelito Ortega, Naranjito               | Changos de Naranjito     | 3 - 0 | Indios de Mayagüez       | 25-22, 25-21, 29-27               |
| 3ª giornata - 25 agosto 2023 Palacio de Recreación y Deportes, Mayagüez     | Indios de Mayagüez       | 3 - 1 | Gigantes de Adjuntas     | 28-26, 25-21, 26-28, 25-23        |
| 4ª giornata - 2 settembre 2023 Palacio de Recreación y Deportes, Mayagüez   | Indios de Mayagüez       | 1 - 3 | Caribes de San Sebastián | 28-26, 17-25, 18-25, 23-25        |
| 5ª giornata - 7 settembre 2023 Coliseo Mario Morales, Guaynabo              | Mets de Guaynabo         | 3 - 0 | Indios de Mayagüez       | 25-19, 32-30, 25-22               |
| 6ª giornata - 10 settembre 2023 Coliseo Carmen Zoraida Figueroa, Corozal    | Plataneros de Corozal    | 1 - 3 | Indios de Mayagüez       | 21-25, 25-15, 24-26, 21-25        |
| 7ª giornata - 13 settembre 2023 Palacio de Recreación y Deportes, Mayagüez  | Indios de Mayagüez       | 0 - 3 | Mets de Guaynabo         | 20-25, 24-26, 21-25               |
| 8ª giornata - 15 settembre 2023 Palacio de Recreación y Deportes, Mayagüez  | Indios de Mayagüez       | 2 - 3 | Cafeteros de Yauco       | 25-16, 19-25, 25-21, 16-25, 13-15 |
| 9ª giornata - 22 settembre 2023 Coliseo Raúl "Pipote" Oliveras, Yauco       | Cafeteros de Yauco       | 3 - 1 | Indios de Mayagüez       | 20-25, 25-15, 25-13, 25-17        |
| 10ª giornata - 27 settembre 2023 Palacio de Recreación y Deportes, Mayagüez | Indios de Mayagüez       | 3 - 1 | Gigantes de Adjuntas     | 25-20, 22-25, 25-22, 25-14        |
| 11ª giornata - 29 settembre 2023 Coliseo Luis Aymat Cardona, San Sebastián  | Caribes de San Sebastián | 3 - 2 | Indios de Mayagüez       | 25-22, 25-18, 14-25, 22-25, 15-11 |
| 12ª giornata - 1º ottobre 2023 Palacio de Recreación y Deportes, Mayagüez   | Indios de Mayagüez       | 3 - 2 | Plataneros de Corozal    | 19-25, 25-18, 18-25, 25-14, 15-13 |
| 13ª giornata - 5 ottobre 2023 Coliseo Luis Aymat Cardona, San Sebastián     | Caribes de San Sebastián | 3 - 0 | Indios de Mayagüez       | 25-17, 25-19, 25-20               |
| 14ª giornata - 7 ottobre 2023 Coliseo Rafael Llull Pérez, Adjuntas          | Gigantes de Adjuntas     | 2 - 3 | Indios de Mayagüez       | 25-19, 25-27, 20-25, 25-22, 12-15 |
| 15ª giornata - 15 ottobre 2023 Palacio de Recreación y Deportes, Mayagüez   | Indios de Mayagüez       | 3 - 2 | Mets de Guaynabo         | 22-25, 21-25, 25-23, 25-18, 15-11 |
| 16ª giornata - 17 ottobre 2023 Palacio de Recreación y Deportes, Mayagüez   | Indios de Mayagüez       | 2 - 3 | Changos de Naranjito     | 25-19, 19-25, 15-25, 25-22, 9-15  |
| 17ª giornata - 20 ottobre 2023 Coliseo Raúl "Pipote" Oliveras, Yauco        | Cafeteros de Yauco       | 3 - 0 | Indios de Mayagüez       | 25-22, 25-18, 25-9                |
| 18ª giornata - 26 ottobre 2023 Coliseo Gelito Ortega, Naranjito             | Changos de Naranjito     | 3 - 0 | Indios de Mayagüez       | 27-25, 25-17, 25-18               |

#### Play-off
| Quarti di finale (gara 1) - 8 novembre 2023 Coliseo Raúl "Pipote" Oliveras, Yauco        | Cafeteros de Yauco | 3 - 0 | Indios de Mayagüez | 25-21, 25-19, 36-34              |
| Quarti di finale (gara 2) - 10 novembre 2023 Coliseo Mario Morales, Guaynabo             | Mets de Guaynabo   | 3 - 0 | Indios de Mayagüez | 25-23, 25-21, 25-13              |
| Quarti di finale (gara 4) - 14 novembre 2023 Coliseo Arquelio Torres Ramírez, San Germán | Indios de Mayagüez | 2 - 3 | Mets de Guaynabo   | 25-20, 20-25, 24-26, 25-23, 6-15 |
| Quarti di finale (gara 5) - 16 novembre 2023 Coliseo Arquelio Torres Ramírez, San Germán | Indios de Mayagüez | 0 - 3 | Cafeteros de Yauco | 20-25, 20-25, 21-25              |

## Statistiche

### Statistiche di squadra
| Competizione | Punti | In casa | In casa | In casa | In trasferta | In trasferta | In trasferta | Totale | Totale | Totale |
| Competizione | Punti | G       | V       | P       | G            | V            | P            | G      | V      | P      |
| ------------ | ----- | ------- | ------- | ------- | ------------ | ------------ | ------------ | ------ | ------ | ------ |
| LVSM         | 21    | 11      | 5       | 6       | 11           | 2            | 9            | 22     | 7      | 15     |
| Totale       | -     | 11      | 5       | 6       | 11           | 2            | 9            | 22     | 7      | 15     |

G = partite giocate; V = partite vinte; P = partite perse

### Statistiche dei giocatori
Dati non disponibili.